# Трое в лодке (радиопередача)
«Трое в лодке» — радиопередача, выходившая в эфир Радио «Петербург» и первой независимой радиостанции города «Радио Балтика» в период с 29 января 1991 года по 7 марта 1997 года.

## История создания
Идея создать необычную рекламную радиопередачу родилась в головах генерального (Олег Руднов) и коммерческого (Александр Дыбаль) директоров «Радио Балтика». С этой идеей они обратились к Феликсу Невелеву, который стал бессменным автором и художественным руководителем передачи.

## Действующие лица и исполнители
В первое время состав участников радиопередачи менялся, однако её основными действующими лицами можно без сомнения считать Феликса Невелева, Германа Янушпольского и Сергея Букинича.

## Награды
В 1992 году «Трое в лодке» была удостоена общенациональной премии «Золотой Остап», как лучшая радиопередача в жанре сатиры и юмора.